# Welcome Home (televisieprogramma)
Welcome Home is een Nederlands televisieprogramma van RTL 4, gepresenteerd door Natasja Froger. De eerste aflevering werd uitgezonden op 10 mei 2011.
In Welcome Home helpen Natasja Froger, Marco van den Berg en Michiel de Zeeuw gezinnen die een zware periode hebben doorgemaakt door hun huis op te knappen. Hierbij helpen klussers, maar ook familieleden, vrienden en andere bekenden. In een beperkte periode wordt een groot deel van een huis opgeknapt, welke hierna geheel nieuw wordt ingericht.
Het programma wordt geproduceerd door Blue Circle. Marcel de Groot verzorgt de voice-over.

## Kritiek

### 'Net een showroom'
Het Brabants Dagblad publiceerde op dinsdag 21 juni 2011 een verhaal over het programma met als kop: Tilburgse woning 'opgeknapt' voor tv: 'Welcome Home en dan opgeflikkerd' . Het ging over de opknapbeurt van een huis in de Korte Tuinstraat die het onderwerp was van een uitzending diezelfde avond. Een overbuurvrouw van een geholpen gezin deed in het verhaal het woord, omdat de familie die het huis bewoont door Blue Circle contractueel verplicht werd te zwijgen, aldus het dagblad.
Reden voor de negatieve insteek van het verhaal, was dat 'de rode verf op de voordeur was aangebracht alsof die er met een tuinslang op was gespoten, de vloer binnen vol verfplekken zat, een lichtspotje haastig met karton was dichtgemaakt en een waterkraan zo dicht tegen de muur was geplaatst, dat die amper open kon worden gedraaid.' Volgens de overbuurvrouw was de nazorg van het programma "bar en bar slecht", zou het de bewoners een paar duizend euro kosten om het huis weer normaal te krijgen en was het "net een showroom", in de zin dat 'het er zo televisie allemaal best gelikt uit zou zien, maar er in leven onmogelijk is'.

### Reactie RTL 4
Het Brabants Dagblad kwam twee dagen later met een follow up, met de kop RTL 4 maakt 'Welcome Home-huis' verder af. Hierin verklaarde een woordvoerder van het programma dat de klusdienst nog voor het eerdere verhaal in de krant verscheen al een paar keer terug was geweest naar het huis 'voor de slechte wc en een doorgeknipte elektriciteitsdraad'. "En dat blijven we doen tot de technische problemen verholpen zijn." Hij verklaarde dat 'de slechte verf en dat soort zaken nu eenmaal door vrijwilligers waren gedaan en niet door professionals.' Hij vond het huis "er zeker niet slechter op geworden." De eerdergenoemde overbuurvrouw noemde in het tweede verhaal ook nog 'het gebrek aan een werkende douche en verwarming'.

### Schadeclaim
Het Algemeen Dagblad berichtte op 14 juli 2011 dat de Tilburgse bewoonster van het 'Welcome Home-huis' een advocaat in de arm had genomen. Die vertelde de krant dat RTL 4 'enkele kleinigheden had aangepakt', maar dat er ook 'gebreken waren bijgekomen'. De advocaat had de zender officieel in gebreke gesteld en een week de tijd gegeven om de schade van 'enkele tienduizenden euro's' te vergoeden. Anders zou hij naar de rechter stappen. Het artikel vermeld daarbij een aantal niet eerder genoemde gebreken aan de woning. Het AD meldde op 2 augustus 2011 dat RTL 4 met herstelwerkzaamheden was begonnen.